# Andrés Navarro (Boxer)
Andrés Navarro Moreno (* 15. Februar 1938 in Canet de Mar, Spanien; † 18. August 2021 ebenda) war ein spanischer Boxer.

## Werdegang
Andrés Navarro wurde 1959 spanischer Meister und nahm an Olympischen Sommerspielen 1960 in Rom teil. Im Weltergewichtsturnier belegte er den fünften Platz, nachdem er im Viertelfinale gegen den späteren Silbermedaillengewinner Juri Radonjak aus der Sowjetunion verloren hatte. Ein Jahr später wurde er Profiboxer und konnte 53 seiner 70 Profikämpfe gewinnen. 1970 beendete er seine Karriere nach einer Niederlage gegen seinen Landsmann Manuel Quintana in Madrid.